# Thea Červenková
Terezie Císařová (Praga, 17 de mayo de 1878-São Paulo, 1961), conocida como Thea Červenková (o Tea Červenková), fue guionista, escritora, documentalista, actriz de cine, periodista y crítica cinematográfica, productora, propietaria y socia fundadora de una empresa cinematográfica y la segunda mujer directora de cine checoslovaca (se considera que la primera fue Olga Rautenkranzová).
Durante su corta carrera cinematográfica en Checoslovaquia (1918-1923), Červenková desempeñó varias profesiones: tradujo intertítulos de continuidad, escribió ocho guiones, dirigió ocho películas, cuatro de ellas producidas por su propia empresa Filmový ústav, y escribió artículos para la pionera revista cinematográfica comercial Československý film. Era conocida como la "dama loca por el cine".

## Trayectoria
Thea Červenková nació en el seno de una familia de carniceros que vivía en la calle Klicperova (Záhřebská) de Vinohrady, en Praga. Se cree que estudió en el extranjero, posiblemente en casa del director Max Reinhardt. No se conserva ningún otro testimonio de su juventud relacionado con su vida privada o profesional.
Al principio, Červenková se interesó por el trabajo literario. Por ejemplo, su dramatización de la novela Hřích paní Hýrové de Václav Štech fue representada por el teatro praguense Uranie en 1915. También escribió un libro de memorias, Toulky moravským Slovenskem, en 1917.
Las fuentes difieren sobre cuándo y cómo entró Červenková en el mundo del cine. Según una de las versiones, ya en 1914 rodó la película Láska a dřeváky (Amor y zapatos de madera) junto con Josef Brabec (1890-1977), que más tarde sería su compañero de rodaje. Sin embargo, la película no se ha conservado y el director sólo ha acreditado a Josef Brabec. Otra versión es que Červenková y Josef Brabec fundaron juntos la compañía cinematográfica Slavia en junio de 1918.
Tras el golpe de Estado por la independencia de Checoslovaquia en octubre de 1918, Červenková vendió Slavia a la empresa austriaca Sascha-Film, pero siguió siendo directora de la compañía. La versión más probable (según palabras de Brabec) es que Červenková consiguió su primer trabajo en el mundo del cine en la empresa Pragafilm como guionista y editora de subtítulos. Allí conoció a Brabec, que también trabajaba para la empresa. Tras el golpe de 1918, la filial pasó a llamarse Slaviafilm. En aquella época, Slaviafilm operaba en el mercado cinematográfico como distribuidora de películas, pero pronto se convirtió también en productora cinematográfica. Červenková ayudó a iniciar este cambio y se convirtió en responsable de la dirección y la escritura de guiones.

### Periodo de Slaviafilm
Poco antes del estallido del golpe, Červenková escribió para Slaviafilm su primer guion según la historia de Jaroslav Kruis para un cortometraje Lásko třikrát svatá (Amor sagrado tres veces, dir. Karel M. Klos, 1918). Inmediatamente después del golpe, la prensa la acusó de conducta antipatriótica por rodar el golpe en las calles de Praga para fines de la compañía austriaca. Su primera película como directora fue el cortometraje cómico Náměsíčný (Sonámbula, 1919). Después escribió la historia y el guion de la comedia Ada se učí jezdit (Ada aprende a conducir, dir. Ada Karlovský, 1919). Ese mismo año dirigió otros cortometrajes cómicos o grotescos: Monarchistické spiknutí (La conspiración monárquica), Zloděj (El ladrón) y Byl první máj (El primero de mayo). Zloděj y Byl první máj son las únicas películas de Červenková que se conservan de este periodo. En Zloděj Červenková también interpretó un pequeño papel de criada que fue drogada por Baron, cuya intención era tener libre acceso a su casera.

### Červenková como periodista
Durante los años 1919-1920, Červenková colaboró en la revista cinematográfica comercial Československý film, por ejemplo Film, jeho význam a národnost (El cine, su significado y nacionalidad), Naše filmová dramaturgie (Nuestra dramaturgia cinematográfica), Prvá československá soutěž na domácí libreta (El primer concurso checoslovaco sobre libretos nacionales). En sus artículos es evidente su ambición por aumentar el nivel del cine checoslovaco. Se dio cuenta de lo importante que podía ser el cine para una nación: «El cine es un profundo pozo de conocimiento, el cine llegará a ser más influyente que la prensa, el cine es un arte que no debe profanarse agitando banderas ni convertirse en una gallina de los huevos de oro... Pero el cine es también un credo nacional, una declaración... y esto no debe olvidarse".

### Periodo de cine y televisión
La convicción del valor del cine como arte y la necesidad de desarrollar «un cine artístico superior que fuera una adaptación de valiosas obras literarias» llevaron a la creación de Filmový ústav. Filmový ústav fue fundada por Červenková y Brabec en la segunda mitad de 1919, tras abandonar Slaviafilm. Es posible que la causa fuera también el cambio de Slaviafilm únicamente a una empresa de distribución. Filmový ústav era una productora de carácter familiar. Červenková construyó un taller, un estudio y un laboratorio en su casa familiar de Vinohrady, En el patio trasero de la casa se rodaban los interiores de sus películas. Červenková y Brabec no tenían un plan comercial con su empresa, sólo querían ganar dinero para sus próximas películas. Filmový ústav produjo las películas de Červenková: Babička (La abuela, 1921), Košile šťastného člověka (La camisa del hombre feliz, 1921), Ty petřínské stráně/ Bludička (Las laderas de Petřín, 1922) y Paličova dcéra (La hija del pirómano, 1923). La compañía también estuvo detrás de documentales sobre figuras nacionales y rasgos culturales, por ejemplo Havlíček, jeho život a literární význam (Havlíček, su vida y su importancia en la literatura) y Křest sv. Vladimíra (El bautismo de San Vladimír). La mayoría de los documentales fueron rodados por Červenková. En Filmový ústav debutaron también los directores J.T. Shaw (Rytíř bledé růže/ Knight of Light Rose, 1921) y Václav Wasserman (Kam s ním?/ ¿Dónde con él?, 1922).
La película más importante de Červenková fue Babička. Fue la primera adaptación cinematográfica de un popular clásico literario checo de Božena Němcová. Pero las películas de Červenková no fueron populares, ni comercialmente ni entre la crítica. Fue criticada principalmente por su producción rápida y de bajo presupuesto y por su falta de formación cinematográfica. Sin embargo, la contribución de Červenková a los inicios del cine checoslovaco es obvia: en primer lugar, como la periodista que reforzó la percepción del cine como parte de la creación de una identidad nacional y también como una de las pioneras en adaptar obras literarias y teatrales al cine. De esta época se conservan dos películas: Babička y Pavličova dcéra.
El Teatro cinematográfico finalizó sus actividades debido a la crisis económica de 1923. Červenková se marchó a Brasil con sus hermanos. Desde entonces, no se tiene constancia de su vida ni de sus actividades, ni tampoco de su único hijo. Murió en São Paulo, Brasil, en 1961 (o en 1957, como afirman algunas fuentes).

## Filmografía
Como directora:
- Paličova dcera (1923) (escritora, directora)
- Ty petřínské stráně (1922) (solo escritora)
- Babička (1921) (solo directora)
- Košile šťastného člověka (1921) (escritora, directora)
- Monarchistické spiknutí (1919) (solo directora)
- Náměsíčný (1919) (solo directora)
- Byl první máj (1919) (escritora, directora)
- Zloděj (1919) (escritora, directora, actriz)
- Ada se učí jezdit (1919) (solo escritora)
- Lásko třikrát svatá (1918) (solo escritora)

## Lectura adicional
1. Película de Český hraný I, 1898 – 1930. Praga: archivo Národní filmový. 1995.
2. Červenková, Thea: Film, jeho význam a národnost. Película checa. 2:6 (1 de abril de 1919).
3. Havelka, Jiří: 50 let Československého filmu. Praga: Československý státní film. 1953.
4. Štábla, Zdeněk: Data a fakta z dějin československé kinematografie, 1896 – 1945. Volumen. 2. Praga: Čs. Película Ústav. 1989.